# Longiductotrema floridensis
Longiductotrema floridensis är en plattmaskart. Longiductotrema floridensis ingår i släktet Longiductotrema och familjen Microphallidae. Inga underarter finns listade i Catalogue of Life.